# Эдификатор
Эдифика́тор (лат. aedificator — строитель) — в широком смысле организм, деятельность которого создаёт или серьёзно изменяет окружающую среду. В данную категорию могут включаться доминирующие продуценты, обычно — лесообразующие деревья, доминирующие в степях травы (типчаки, ковыли), водоросли, подобные, например, саргассовым водорослям, образующим экосистему Саргассового моря.
Среди животных это такие группы, как коралловые полипы, различные группы копытных и хоботных, влияющих на спектр растительности степей и саванн, основные потребители биомассы, такие как муравьи и термиты. В качестве отдельной категории можно рассмотреть виды-эдификаторы, являющиеся инвазивными, как водяной гиацинт и кудзу. В противоположность эдификаторам выделяют ассектаторы — организмы, не оказывающие значительного влияния на формирование биоценоза.

## Значения

### Эдификаторы в узком смысле
Эдификатор — вид растений в растительном сообществе, определяющий его особенности, создающий биосреду в экосистеме и играющий важнейшую роль в сложении её структуры. 
Эдификатор оказывает сильное воздействие на среду и через неё — на жизнь прочих участников сообщества. Он во многом определяет видовой состав растительного сообщества. Эдификаторами в узком смысле являются сосна в бору, ковыль в степи и т. д. В качестве синонима эдификатора в узком смысле может употребляться термин детерминант.
Эдификаторы часто выступают в качестве ядра консорции, компонентами (видами-консортами) которой являются непосредственно связанные с ним (трофически и топически) организмы.
В зависимости от биоценоза, в качестве эдификатора может выступать один или несколько видов, или же значительное их число. Небольшое количество видов-эдификаторов свойственно лесным биоценозам умеренной зоны и субтропиков, а также тундры. В травянистых сообществах (луг, степь) или в экваториальных лесах задача выделения компактной группы эдификаторов зачастую является затруднительной.

### Эдификаторы в широком смысле

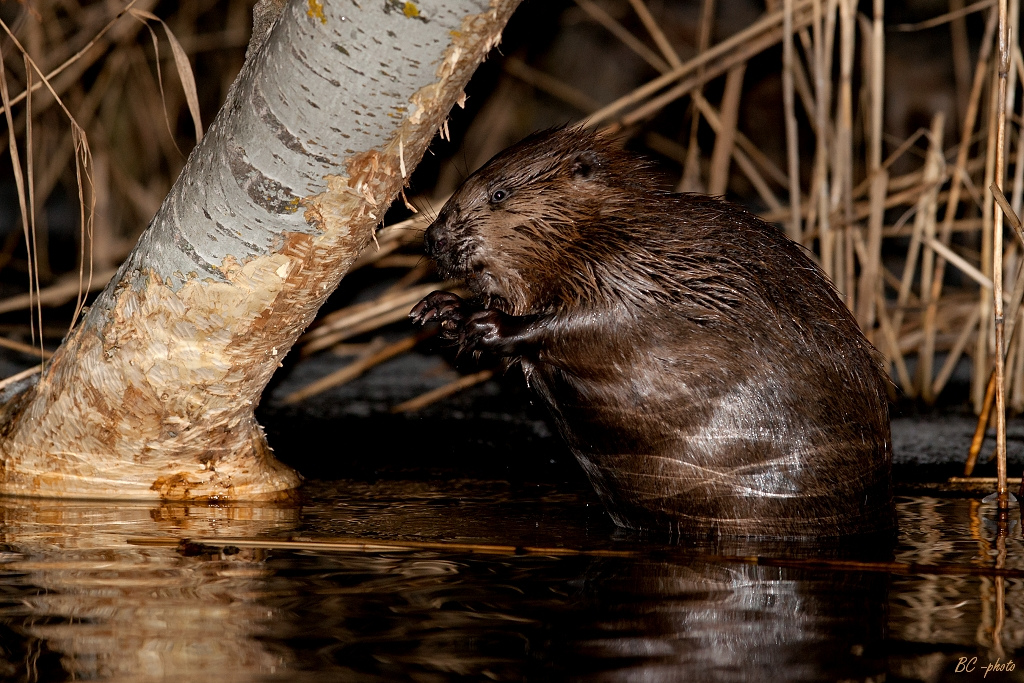
Обыкновенный бобр

Эдификатор (лат. aedificator — строитель) — вид животных или растений, играющий ведущую роль в сложении структуры и функционирования экосистемы, без которого она не может длительно существовать.
К эдификаторам в широком смысле относятся как многочисленные организмы, так и относительно малочисленные, но играющие значимую роль в сообществе. Функциональные группы видов-эдификаторов в широком смысле:
- в лесных сообществах: деревья, листогрызущие насекомые, грибы.
- в луговых и луго-степные сообществах: крупные стадные копытные.
- в малых водотоках: бобры.

Следует учитывать, что данный перечень относится к зоне тайги и хвойно-широколиственных лесов бывшего СССР; для других природных зон и регионов набор эдификаторов может отличаться.